# Pensão por morte no Brasil
A pensão por morte no Brasil é um benefício previdenciário. É regulada pela Lei brasileira 8 213/91, que é a lei de benefícios da previdência social.
Consiste em um benefício pago aos dependentes do segurado falecido, estando ele ativo ou aposentado, e seu valor é igual ao da aposentadoria que ele recebia ou teria direito de receber. Os dependentes podem ser de três classes:
cônjuge e filhos menores de 21 anos ou inválidos  (I); pais do segurado (II); irmãos menores de 21 anos ou inválidos (III); para fins de direito adquirido, a classe de pessoa designada (IV - hoje extinta).
O dependente de uma classe só tem direito se não houver dependente de classe anterior. Os dependentes de mesma classe rateiam o valor da pensão.

## Regras
- Os dependentes da classe I possuem dependência econômica presumida, exceto os filhos tutelados e enteados.[1]
- Os das outras classes devem comprovar a dependência com documentos.
- O menor de 21 anos deve provar que não se emancipou.
- O inválido deve se submeter a perícia médica.
- O pai ou a mãe deve provar que o filho morreu, bem como era dependente deste economicamente.
- O enteado deve mostrar termo de tutela.
- O cônjuge ausente e o que renunciou à pensão alimentícia pode receber, mas deve provar dependência na data do óbito.
- O cônjuge é aquele que vive em união estável, não precisa ser casado.
- O recebimento de pensão alimentícia prova dependência.
- Se a morte for presumida, o juiz pode dar sentença declaratória de ausência.
- O dependente não pode receber duas pensões, mas pode optar pela de valor mais alto.[1]

O benefício é pago desde a data do óbito ou, se passaram mais de 90 dias, desde a data de entrada do requerimento. É vitalício para o cônjuge e cessa para filhos e irmãos quando completam 21 anos ou caso se emancipem antes disso. Para os outros, cessa com a recuperação da capacidade ou com a morte.
A pessoa que recebe a pensão por morte pode casar-se novamente que não perderá o benefício, somente não poderá acumular nova pensão por morte, devendo, se for o caso, optar pela que mais lhe convier. Esta informação no que tange ao RGPS (Regime Geral da Previdência Social), gerido pelo INSS. Nos casos de pensões pagas aos segurados de Regimes Próprios de Previdência (grande parte dos funcionários públicos), depende do que determina o seu Estatuto (por isso são chamados de estatutários), que pode prever o final do benefício de pensão por morte no caso de o beneficiário contrair novo casamento.
A Pensão por morte poderá ser acumulada com aposentadoria do próprio beneficiário, não havendo para tanto impedimento legal.